# Rhyticeros
Rhyticeros es un género de aves bucerotiformes de la familia Bucerotinae propias de la región indomalaya, la Wallacea y Melanesia. Son conocidas vulgarmente como cálaos.

## Especies
Se reconocen las 6 siguientes especies:
- Rhyticeros cassidix (Temminck, 1823)
- Rhyticeros everetti Rothschild, 1897
- Rhyticeros narcondami Hume, 1873
- Rhyticeros plicatus (Forster, JR, 1781)
- Rhyticeros subruficollis (Blyth, 1843)
- Rhyticeros undulatus (Shaw, 1812)